# Bulgarije op de Olympische Zomerspelen 1952
Bulgarije nam deel aan de Olympische Zomerspelen 1952 in Helsinki, Finland. Het keerde terug op de Spelen nadat het de vorige editie had gemist. Voor het eerst in de geschiedenis won het een medaille.

## Medailleoverzicht
| Sport  | Olympiër      | Onderdeel  | Medaille |
| ------ | ------------- | ---------- | -------- |
| Boksen | Boris Nikolov | -75 kg (m) | Brons    |

## Deelnemers en resultaten

### Atletiek
| Olympiër           | Onderdeel              | Resultaat | Prestatie                                              |
| ------------------ | ---------------------- | --------- | ------------------------------------------------------ |
| Angel Gavrilov     | 100 m (m)              | 44e       | serie 6: 4de in 11,29                                  |
| Angel Kolev        | 100 m (m)              | DNF       | serie 2: 2de in 11,01 kwartfinale 1: gediskwalificeerd |
| Angel Kolev        | 200 m (m)              | 17e       | serie 17: 2de in 22,24 kwartfinale 4: 3de in 22,07     |
| Nikola Dagorov     | hink-stap-springen (m) | 30e       | kwalificatie groep A: 16de met 13,82 m                 |
|                    |                        |           |                                                        |
| Tzvetana Berkovska | 100m (v)               | 17e       | serie 1: 2de in 12,2 kwartfinale 1: 6de in 12,3        |
| Tzvetana Berkovska | 200m (v)               | 18e       | serie 1: 3de in 25,2                                   |

### Basketbal
| Olympiër | Onderdeel | Resultaat | Prestatie |
| --- | --------- | --------- | --- |
| Petar Chichkov Hristo Donev Ilja Georgiev Konstantin Georgiev Genczo Hristov Anton Kuzov Vasil Manchenko Nejczo Neichev Ivan Nikolov Georgi Panov Veselin Penkov Kiril Semov Vladimir Slavov Konstantin Totev | mannen    | 7e        | groep 2: 2de V van Sovjet-Unie: 46-74 W van Mexico: 64-52 W van Finland: 65-64 kwartfinale groep A: 3de V van Argentinië: 56-100 W van Uruguay: 54-62 W van Frankrijk: 67-58 5-8ste plek: V van Chili: 53-60 7-8ste plek: W van Frankrijk: 58-44 |

| Groep 2 |             |             |             |             |        |        |        |        |
| №       | Land        | Wedstrijden | Wedstrijden | Wedstrijden | Punten | Punten | Punten | Punten |
| №       | Land        | G           | W           | V           | V      | T      | Saldo  | Punten |
| 1       | Sovjet-Unie | 3           | 3           | 3           | 192    | 143    | +49    | 6      |
| 2       | Bulgarije   | 3           | 2           | 1           | 163    | 182    | −19    | 5      |
| 3       | Mexico      | 3           | 1           | 2           | 172    | 171    | +1     | 4      |
| 4       | Finland     | 3           | 0           | 3           | 147    | 178    | −31    | 3      |

| Ronde      | Plaats    | Land  | Score       | Land |
| ---------- | --------- | ----- | ----------- | ---- |
| Groepsfase |           |       |             |      |
| Helsinki   | Bulgarije | 46-74 | Sovjet-Unie |      |
| Helsinki   | Mexico    | 44-52 | Bulgarije   |      |
| Helsinki   | Finland   | 64-65 | Bulgarije   |      |

| Kwartfinale groep A |            |             |             |             |        |        |        |        |
| №                   | Land       | Wedstrijden | Wedstrijden | Wedstrijden | Punten | Punten | Punten | Punten |
| №                   | Land       | G           | W           | V           | V      | T      | Saldo  | Punten |
| 1                   | Uruguay    | 3           | 2           | 1           | 194    | 187    | +7     | 5      |
| 2                   | Argentinië | 3           | 2           | 1           | 226    | 174    | +52    | 5      |
| 3                   | Bulgarije  | 3           | 1           | 2           | 177    | 220    | −43    | 4      |
| 4                   | Frankrijk  | 3           | 1           | 2           | 178    | 194    | −16    | 4      |

| Ronde       | Plaats    | Land   | Score      | Land |
| ----------- | --------- | ------ | ---------- | ---- |
| Groepsfase  |           |        |            |      |
| Helsinki    | Bulgarije | 56-100 | Argentinië |      |
| Helsinki    | Bulgarije | 54-62  | Uruguay    |      |
| Helsinki    | Frankrijk | 58-67  | Bulgarije  |      |
| 5-8ste plek |           |        |            |      |
| Helsinki    | Bulgarije | 53-60  | Chili      |      |
| 7-8ste plek |           |        |            |      |
| Helsinki    | Frankrijk | 44-58  | Bulgarije  |      |

### Boksen
| Olympiër                | Onderdeel  | Resultaat | Prestatie |
| ----------------------- | ---------- | --------- | --- |
| Georges Malézanoff      | -57 kg (m) | 17e       | 1ste ronde: V van HUN Erdei: 1-2 |
| Georges Malézanoff      | -60 kg (m) | 17e       | 1ste ronde: V van GER Wohlers: 0-3 |
| Petar Stankoff Spassoff | -71 kg (m) | 5e        | 1ste ronde: W van GBR Foster: 2-1 2de ronde: W van FIN Kontula: 3-0 kwartfinale: V van HUN Papp: 0-3                                         |
| Boris Nikolov           | -75 kg (m) | Brons     | 1ste ronde: W van LUX Stuermer: 3-0 2de ronde: W van GBR Gooding: 2-1 kwartfinale: W van GER Wemhöner: 3-0 halve finale: V van ROU Tiţă: 0-3 |

### Paardensport
| Olympiër                                     | Onderdeel   | Resultaat | Prestatie                                                              |
| Eventing                                     | Eventing    | Eventing  | Eventing                                                               |
| -------------------------------------------- | ----------- | --------- | ---------------------------------------------------------------------- |
| Rashko Fratev                                | individueel | DNF       | dressuur: 38ste met 156,20 strafpunten crosscountry: gediskwalificeerd |
| Krastyo Gochev                               | individueel | DNF       | dressuur: 48ste met 172,80 strafpunten crosscountry: gediskwalificeerd |
| Stoyan Rogachev                              | individueel | DNF       | dressuur: 53ste met 178,50 strafpunten crosscountry: gediskwalificeerd |
| Rashko Fratev Krastyo Gochev Stoyan Rogachev | team        | DNF       | dressuur: 17de met 507,50 strafpunten crosscountry: niet gefinisht     |

### Schietsport
| Olympiër           | Onderdeel               | Resultaat | Prestatie                       |
| ------------------ | ----------------------- | --------- | ------------------------------- |
| Nikolay Khristozov | 50m pistool (m)         | 41e       | 500 punten: (85-88-81-81-78-87) |
| Stoyan Popov       | 50m pistool (m)         | 26e       | 517 punten: (88-86-87-85-88-83) |
| Georgi Keranov     | 25m snelvuurpistool (m) | 17e       | 561 punten: (278-283)           |
| Todor Stanchev     | 25m snelvuurpistool (m) | 25e       | 552 punten: (276-276)           |
| Ivan Ivanov        | trap (m)                | 16e       | 182 punten: (92-90)             |
| Khristo Shopov     | trap (m)                | 30e       | 168 punten: (82-86)             |

### Turnen
| Olympiër | Onderdeel                                | Resultaat | Prestatie |
| --- | ---------------------------------------- | --------- | --- |
| Nikolay Atanasov | meerkamp individueel (m)                 | 96e       | vloer: 154ste met 15,25 punten sprong: 100ste met 17,90 punten brug met gelijke leggers: 121ste met 16,95 punten brug met ongelijke leggers: 114de met 16,65 punten ringen: 72ste met 17,95 punten paard met bogen: 82ste met 17,25 punten totaal: 101,95 punten |
| Vasil Konstantinov | meerkamp individueel (m)                 | 65e       | vloer: 88ste met 17,35 punten sprong: 102de met 17,85 punten brug met gelijke leggers: 74ste met 17,90 punten brug met ongelijke leggers: 104de met 16,90 punten ringen: 29ste met 18,65 punten paard met bogen: 65ste met 17,60 punten totaal: 106,25 punten    |
| Nikolay Milev | meerkamp individueel (m)                 | 77e       | vloer: 112de met 16,75 punten sprong: 151ste met 16,70 punten brug met gelijke leggers: 74ste met 17,90 punten brug met ongelijke leggers: 129ste met 16,05 punten ringen: 58ste met 18,25 punten paard met bogen: 37ste met 18,20 punten totaal: 103,85 punten  |
| Stoyan Stoyanov | meerkamp individueel (m)                 | 182e      | vloer: 179ste met 8,95 punten sprong: 181ste met 9,20 punten brug met gelijke leggers: 181ste met 9,15 punten brug met ongelijke leggers: 89ste met 18,35 punten ringen: 182ste met 9,40 punten paard met bogen: 181ste met 9,15 punten totaal: 63,10 punten     |
| Mincho Todorov | meerkamp individueel (m)                 | 43e       | vloer: 22ste met 18,60 punten sprong: 54ste met 18,35 punten brug met gelijke leggers: 71ste met 17,95 punten brug met ongelijke leggers: 43ste met 17,25 punten ringen: 38ste met 18,45 punten paard met bogen: 77ste met 17,45 punten totaal: 109,15 punten    |
| Todor Todorov | meerkamp individueel (m)                 | 83e       | vloer: 47ste met 18,05 punten sprong: 87ste met 18,05 punten brug met gelijke leggers: 54ste met 18,20 punten brug met ongelijke leggers: 139ste met 15,55 punten ringen: 94ste met 17,45 punten paard met bogen: 111de met 15,90 punten totaal: 103,20 punten   |
| Iliya Topalov | meerkamp individueel (m)                 | 140e      | vloer: 55ste met 17,90 punten sprong: 166ste met 15,65 punten brug met gelijke leggers: 152ste met 15,75 punten brug met ongelijke leggers: 169ste met 11,40 punten ringen: 35ste met 18,50 punten paard met bogen: 127ste met 15,15 punten totaal: 94,35 punten |
| Dimitar Yordanov | meerkamp individueel (m)                 | 68e       | vloer: 92ste met 17,25 punten sprong: 83ste met 18,10 punten brug met gelijke leggers: 65ste met 18,05 punten brug met ongelijke leggers: 48ste met 18,25 punten ringen: 38ste met 18,45 punten paard met bogen: 116de met 15,55 punten totaal: 105,65 punten    |
| Nikolay Atanasov Vasil Konstantinov Nikolay Milev Stoyan Stoyanov Mincho Todorov Todor Todorov Iliya Topalov Dimitar Yordanov      | meerkamp team (m)                        | 9e        | 540,90 punten |
| |                                          |           | |
| Stoyanka Angelova | meerkamp individueel (v)                 | 110e      | vloer: 110de met 16,63 punten sprong: 129ste met 13,33 punten brug: 68ste met 17,10 punten balk: 34ste met 17,79 punten totaal: 64,85 punten |
| Ivanka Dolzheva | meerkamp individueel (v)                 | 18e       | vloer: 30ste met 18,02 punten sprong: 49ste met 18,03 punten brug: 22ste met 18,10 punten balk: 10de met 18,6 punten totaal: 72,81 punten |
| Rayna Grigorova | meerkamp individueel (v)                 | 49e       | vloer: 28ste met 18,03 punten sprong: 108ste met 16,73 punten brug: 51ste met 17,46 punten balk: 30ste met 17,96 punten totaal: 70,18 punten |
| Penka Prisadashka | meerkamp individueel (v)                 | 122e      | vloer: 61ste met 17,56 punten sprong: 44ste met 18,06 punten brug: 132ste met 12,16 punten balk: 120ste met 15,13 punten totaal: 62,91 punten |
| Saltirka Spasova-Tarpova | meerkamp individueel (v)                 | 19e       | vloer: 71ste met 17,46 punten sprong: 27ste met 18,29 punten brug: 26ste met 17,96 punten balk: 12de met 18,59 punten totaal: 72,30 punten |
| Tsvetanka Stancheva | meerkamp individueel (v)                 | 16e       | vloer: 15de met 18,36 punten sprong: 44ste met 18,06 punten brug: 18de met 18,39 punten balk: 6de met 18,86 punten totaal: 73,67 punten |
| Vasilka Stancheva | meerkamp individueel (v)                 | 29e       | vloer: 74ste met 17,43 punten sprong: 25ste met 18,36 punten brug: 46ste met 17,63 punten balk: 19de met 18,22 punten totaal: 71,64 punten |
| Vasilka Stancheva | meerkamp individueel (v)                 | 98e       | vloer: 111de met 16,60 punten sprong: 100ste met 17,16 punten brug: 120ste met 15,02 punten balk: 42ste met 17,59 punten totaal: 66,37 punten |
| Stoyanka Angelova Ivanka Dolzheva Rayna Grigorova Penka Prisadashka Saltirka Spasova-Tarpova Tsvetanka Stancheva Vasilka Stancheva | meerkamp team (v)                        | 7e        | 493,77 punten |
| Stoyanka Angelova Ivanka Dolzheva Rayna Grigorova Penka Prisadashka Saltirka Spasova-Tarpova Tsvetanka Stancheva Vasilka Stancheva | meerkamp team, draagbaar gereedschap (v) | 12e       | 66,80 punten |

### Voetbal
| Olympiër | Onderdeel | Resultaat | Prestatie                         |
| --- | --------- | --------- | --------------------------------- |
| Boris Apostolov Petar Argirov Stefan Bozhkov Todor Diev Georgi Eftimov Ivan Kolev Manol Manolov Dimitar Milanov Panayot Panayotov Apostol Sokolov Stefan Stefanov Dimitar Stoyanov Gavril Stoyanov Krum Yanev | mannen    | 17e       | voorronde: V van Sovjet-Unie: 1-2 |

### Wielersport
| Olympiër                                               | Onderdeel                | Resultaat | Prestatie                    |
| Baan                                                   | Baan                     | Baan      | Baan                         |
| ------------------------------------------------------ | ------------------------ | --------- | ---------------------------- |
| Dimitar Bobchev Boyan Kotsev Milcho Rusev Ilya Velchev | ploegenachtervolging (m) | 16e       | kwalificatie: 16de in 5.08,2 |
| Weg                                                    |                          |           |                              |
| Petar Georgiev                                         | wegwedstrijd (m)         | 46e       | 5:24.34,0                    |
| Boyan Kotsev                                           | wegwedstrijd (m)         | DNF       | niet gefinisht               |
| Milcho Rusev                                           | wegwedstrijd (m)         | DNF       | niet gefinisht               |
| Milcho Rusev                                           | wegwedstrijd (m)         | DNF       | niet gefinisht               |
| Petar Georgiev Boyan Kotsev Milcho Rusev               | wegwedstrijd team (m)    | DNF       | niet gefinisht               |

Argentinië · Australië · Bahama's · België · Bermuda · Birma · Brazilië · Brits-Guiana · Bulgarije · Canada · Ceylon · Chili · China · Cuba · Denemarken · Duitsland · Egypte · Filipijnen · Finland · Frankrijk · Goudkust · Griekenland · Groot-Brittannië · Guatemala · Hongarije · Hongkong · Ierland · IJsland · India · Indonesië · Iran · Israël · Italië · Jamaica · Japan · Joegoslavië · Libanon · Liechtenstein · Luxemburg · Mexico · Monaco · Nederland · Nederlandse Antillen · Nieuw-Zeeland · Nigeria · Noorwegen · Oostenrijk · Pakistan · Panama · Polen · Portugal · Puerto Rico · Roemenië · Saarland · Singapore ·  Sovjet-Unie · Spanje · Thailand · Trinidad en Tobago · Tsjecho-Slowakije · Turkije · Uruguay · Venezuela · Verenigde Staten · Vietnam · Zuid-Afrika · Zuid-Korea · Zweden · Zwitserland